# ۴۶۶ (پیش از میلاد)
۴۶۶ (پیش از میلاد) ۴۶۶مین سال قبل از تقویم میلادی است.